# Strohblasser Ritterling
Der Strohblasse Ritterling (Tricholoma album) ist ein Blätterpilz aus der Familie der Ritterlingsverwandten (Tricholomaceae). Der mittelgroße Ritterling hat einen anfangs seidig weißen, später mehr oder weniger ockerlichen Hut. Er riecht süßlich widerlich und unangenehm und schmeckt erst bitter und dann scharf. Die Fruchtkörper des ungenießbaren Mykorrhizapilzes erscheinen zwischen August und November in Laub- und Mischwäldern. Sein wichtigster Wirtsbaum ist die Eiche. Der Pilz ist in nahezu ganz Europa lückig verbreitet und nur gebietsweise häufiger. Er wird auch Sauerboden-Weiß-Ritterling, Säureliebender Weiß-Ritterling, Fliegenschwamm oder Entferntblättriger Stink-Ritterling genannt.

## Merkmale

### Makroskopische Merkmale
Der Hut hat einen Durchmesser von 4–7 cm, selten kann er auch etwas größer sein. Er ist anfangs gewölbt mit einem eingerollten Rand, dann flach ausgebreitet und oft unregelmäßig gewellt. Der mäßig fleischige Hut ist starr und brüchig und nicht oder kaum gebuckelt. Die Hutoberfläche ist glatt, matt bis seidig-glänzend und bei jungen Fruchtkörpern rein weiß. Später verfärben sich die Hüte von der Mitte her zunehmend isabellfarben bis ockerlich. Der Hutrand ist weder gerieft noch gerippt.
Die jung weißen, später cremefarbenen Lamellen sind am Stiel ausgebuchtet angewachsen. Anfangs können sie ziemlich eng stehen, später stehen sie ziemlich entfernt und sind insgesamt sehr unregelmäßig untermischt. Die Lamellenschneiden sind schwach gekerbt oder grob gesägt.
Der zylindrische und oft verbogene Stiel ist 5–10 cm lang und 1–1,5 cm breit. Die Basis kann etwas zugespitzt sein. Der Stiel ist vollfleischig und fest und hat eine matte, weißliche Rinde, die manchmal ockerlich bis bräunlich gefleckt sein kann. Bei Berührung neigt er zum Bräunen.
Das starre und feste Fleisch ist weißlich bis cremefarben und verfärbt sich nicht. Es hat einen starken, aufdringlichen und schwer zu beschreibenden Geruch. Dieser ist süßlich (jasminartig, nach billiger Seife oder Honig) und zugleich aufdringlich erdig bis rübenartig. Zudem kann der Geruch eine mehlige Komponente haben. Es schmeckt erst unangenehm bitterlich und dann brennend scharf. Das Sporenpulver ist weißlich.

### Mikroskopische Merkmale
Die breit elliptischen bis länglichen Sporen messen (5,0) 5,5–6,5 (7,0) × 3,5–4,5 (–5,0) µm und haben einen ausgeprägten Apiculus. Der durchschnittliche Q-Wert (Quotient aus Sporenlänge und -breite) ist 1,3–1,5. Die viersporigen Basidien sind 25–34 µm lang und 5,0–6,0 µm breit. Sie haben an ihrer Basis eine Schnalle und bedecken auch die Lamellenschneiden, Zystiden fehlen. Die Hutdeckschicht ist eine Cutis und besteht aus zylindrischen, 2,5–6,0 µm breiten Hyphen. Einige terminale Hyphenzellen sind fast keulig und messen 20–50 × 3,0–9,0 µm. Die Subpellis ist nicht von der Huttrama differenziert. Sie besteht aus zylindrischen, aufgeblasenen Elementen, die 19–50 (–70) µm lang und 3,0–12 µm breit sind. Intrazelluläre Pigmente fehlen oder sind sehr blass, während Schnallen sehr selten sind und an den meisten Septen des Hymeniums und der Deckschichten fehlen.

## Artabgrenzung

Europäische Länder mit Fundnachweisen des Strohblassen Ritterlings.
Legende:
Länder mit Fundmeldungen
Länder ohne Nachweise
keine Daten
außereuropäische Länder

Weiße Ritterlinge mit mehr oder weniger matter Hutoberfläche sind insgesamt eine schwer zu bestimmende Gruppe. Die Arten werden in erster Linie anhand ihres Standortes, ihres Geruches und ihrer Sporenlänge unterschieden. Zwei Arten sind besonders ähnlich und einige Mykologen plädierten dafür sie in einer Art zusammenzufassen.
Das ist zum einen der Unverschämte Ritterling (Tricholoma lascivum), der einen ebenso widerlichen, gasartigen Geruch hat. Er wächst meist in Laubwäldern unter Eichen, Hainbuchen oder Rotbuchen und seltener unter Birken. Er hat deutlich längere Sporen und mehr schnallentragende Septen in der Huthaut, der Stielrinde und dem Hymenium.
Zum anderen ist das der Gerippte Gas-Ritterling (Tricholoma stiparophyllum). Er ist meist größer und kräftiger, hat regelmäßigere, dichter zusammenstehende Lamellen und einen kerbrandigen Hutrand. Er kommt meist unter Birken vor. Er hat einen mehr muffig-erdartigen Geruch. Der Weiße Ritterling (Tricholoma pseudoalbum), der von einigen Autoren ebenfalls noch abgetrennt wird, wird heute von den meisten Mykologen heute als synonym angesehen.
Ebenfalls ähnlich ist auch der Lästige Ritterling (Tricholoma inamoenum). Er wächst aber meist bei Fichten im Nadelwald und hat größere Sporen. Auch er hat einen unangenehmen leuchtgasartigen Geruch.

## Ökologie und Verbreitung
Die Fruchtkörper des Strohblassen Ritterlings erscheinen von August bis November einzeln bis gesellig in Laub- und Mischwäldern. Man findet sie auch an Waldrändern und auf Wiesen unter Birken. Der Mykorrhizapilz bevorzugt saure Sand- oder Lehmböden, sein wichtigster Mykorrhizapartner ist die Eiche. Er kann aber auch mit Rotbuchen, Hainbuchen, Hasel, Espen und Birken, sowie weiteren Laubbäumen eine Symbiose eingehen.
Der Pilz ist vermutlich in ganz Europa verbreitet. Nachweise gibt es auch aus Ostasien (Nord- und Südkorea) und aus Nordamerika (USA und Kanada).
In Mitteleuropa ist der Pilz zerstreut bis mäßig häufig. Er kann gebietsweise fehlen oder sehr selten sein.

## Systematik

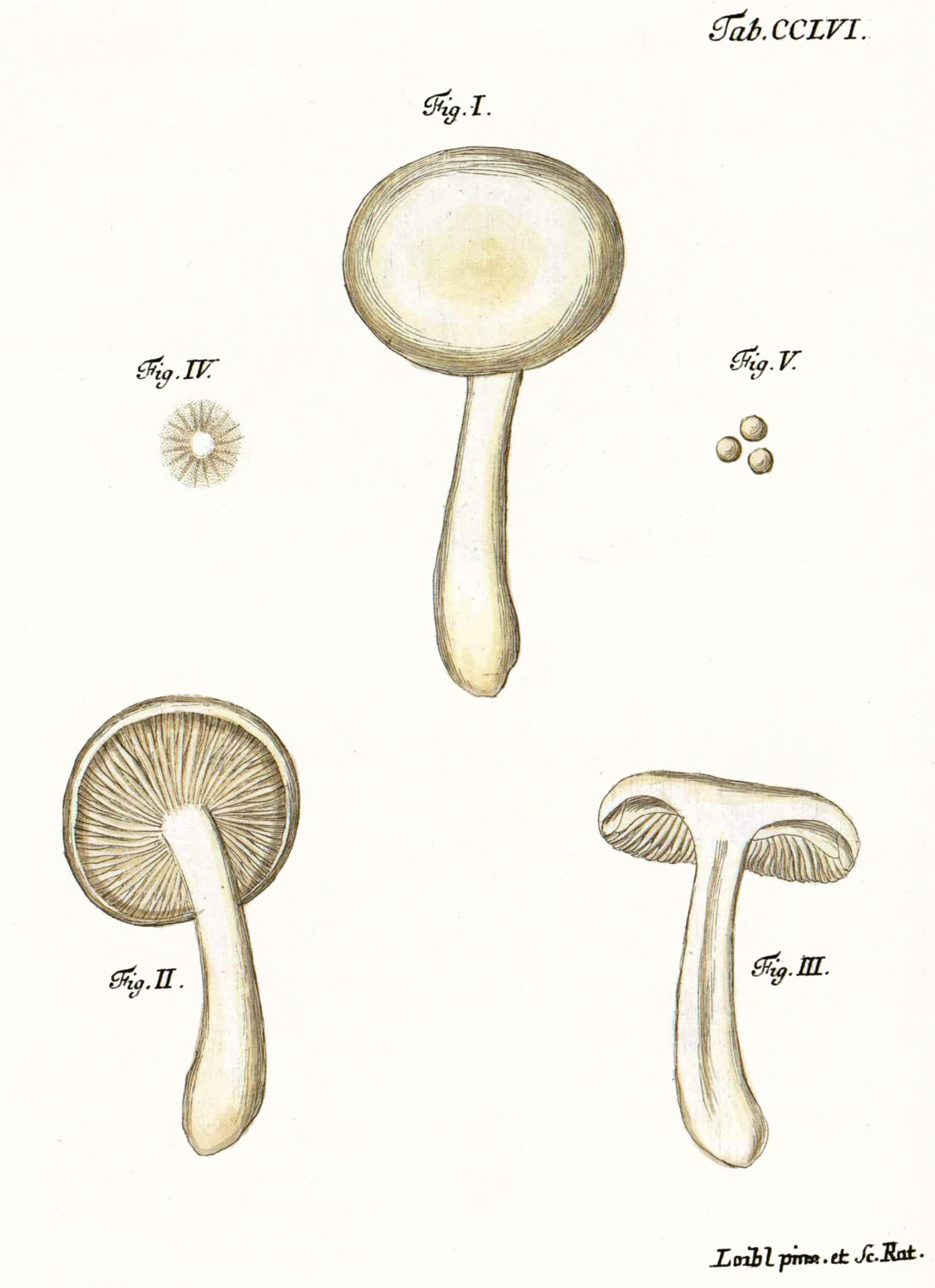
Schäffers 256. Kupfertafel. Agaricus albus. Der ganz weiße Blätterschwamm. (Lectotypus von Tricholoma album)

Die Art wurde erstmals 1774 durch Jacob Christian Schäffer wissenschaftlich als Agaricus albus beschrieben. Dieser Artname wurde 1821 durch Fries sanktioniert. 1871 stellte P. Kummer das Taxon in die Gattung Tricholoma. Durch diese Neukombination bekam der Pilz seinen heute gültigen Namen. Ein homotypisches Synonym ist Gyrophila alba, da der französische Mykologe L. Quélet 1886 das Taxon in seine neugeschaffene Gattung Gyrophila stellte. Weitere heterotypische Synonyme sind Tricholoma album f. gracilis Bres.
 und Tricholoma thalliophilum Rene Henry Tricholoma thalliophilum unterscheidet sich von Tricholoma album nur dadurch, dass er sich mit Thalliumoxid und Sulfoformol blaugrün verfärbt, weshalb ihn M. Bon 1970 zur Variätat thalliophilum herabstufte.
Der Name Agaricus/Tricholoma albus/um wurde von einigen Autoren falsch interpretiert. So handelt es sich bei Tricholoma album sensu Fries, (Icones selectae hymenomycetum selectum nondum delineatorum (1874)) Tafel 43 und sensu J. Lange (1935) um Tricholoma stiparophyllum.
Bon stellte den Pilz in die Sektion Lasciva. Die Arten dieser Sektion haben typischerweise einen starken Geruch und einen scharfen und/oder bitteren Geschmack. Die Huthaut ist eine wenig differenzierte Cutis, Schnallen kommen gewöhnlich nur selten vor.

## Bedeutung
Der Strohblasse Ritterling ist aufgrund seines bitteren und scharfen Geschmackes ungenießbar.

## Toxikologie
Für den bitteren Geschmack im Strohblassen Ritterling ist vor allem die Agaricinsäure verantwortlich.